# Бессонов, Иван Георгиевич
Ива́н Гео́ргиевич Бессо́нов (24 августа 1904, Пермь — 18 апреля 1950) — советский коллаборационист; бывший комбриг РККА.

## Биография
Родился в Перми 24 августа 1904 года в семье рабочих. В 1916 году закончив четырёхклассное городское училище, начал работу на лесопилке. В 1920 году добровольцем вступил в Красную армию. Проходил службу в канцелярии 133-го отдельного батальона связи, с 1922 года служил делопроизводителем в артиллерийском дивизионе 57-й стрелковой дивизии.
В 1926 году поступил в Тверскую кавалерийскую школу им. Коминтерна (по другим данным — Объединённую военную школу имени ВЦИК), вступил в комсомол, по окончании школы в 1928 году служил в кавалерии. В 1930 году переведён в состав войск ОГПУ и направлен в Казахстан, командиром взвода. В 1931 году назначен помощником начальника штаба 13-го Алма-Атинского полка ОГПУ. В 1934 году участвовал в боевых действиях в непризнанной Восточно-Туркестанской Исламской республике, созданной в результате национально-освободительного движения уйгуров. Тогда советские войска были введены на территорию Синьцзяна на стороне Шэн Шицая по его договорённости с советским правительством. За участие в боях под Кульджой был награждён именным оружием.
В марте 1936 года И. Г. Бессонов переведён в управление пограничной и внутренней охраны НКВД Ленинградского округа (войска НКВД не входили в состав военных округов, у них было своё территориальное деление — округа войск НКВД). В 1938 году окончил Военную академию имени М. В. Фрунзе и был назначен на должность командира 3-го Ленинградского мотострелкового полка оперативных войск НКВД СССР. Был награждён орденом Красного Знамени. В том же 1938 году назначен начальником 3-го отдела Управления пограничных и внутренних войск НКВД Ленинградского округа, а затем — помощником начальника штаба Краснознамённого Балтийского флота. В 1939 году назначен начальником отдела боевой подготовки Главного управления пограничных войск НКВД СССР. В 1940 году за отказ под предлогом болезни от поездки на финский фронт был снят с должности и назначен командующим Забайкальским пограничным округом. В апреле 1941 года откомандирован в Красную армию, назначен начальником штаба 102-й стрелковой дивизии.
По состоянию на 22 июня 1941 года дивизия дислоцировалась в районе Кременчуга, 519-й стрелковый полк дислоцировался в Золотоноше. После ряда перипетий с подходом тылов, перенаправлениями дивизии в разные районы, дивизия в ночь с 10 на 11 июля 1941 года заняла оборону в Быховском районе. 18 июля 1941 года командир дивизии полковник П. М. Гудзь был снят с должности, и Бессонов стал исполнять обязанности командира. 20—22 июля 1941 года дивизия разрозненно отошла на левый берег Днепра. 21 июля 1941 года в командование дивизией вступил полковник С. С. Чернюгов, а И. Г. Бессонов вновь занял должность начальника штаба. После этого остатки дивизии до 12 августа 1941 года занимали оборону на границе Быховского и Журавичского районов. 12 августа 1941 года противник перешёл в наступление, и дивизия попала в окружение, выходя из него мелкими группами. Одну из таких групп численностью около 200 человек возглавлял И. Г. Бессонов. При выходе из окружения группа была разбита и рассеяна. Сдавшихся в плен 200 красноармейцев заставляли ложиться на землю и кололи штыками в живот (д. Лубянка Кормянского района Гомельской области). А 26 августа 1941 года И. Г. Бессонов сдался в плен охране немецкого медсанбата в деревне Роги Старосельского района Гомельской области.
После пребывания в лагерях Гомеля, Бобруйска, Минска и Белостока, в середине ноября 1941 года Бессонова доставили в Хаммельбургский офлаг, где зимой 1941 года он принял участие в работе так называемого «кабинета военной истории», который был создан с целью сбора разведывательных данных о Красной армии. В апреле 1942 года И. Г. Бессонов предложил немецкому командованию свои услуги по формированию из военнопленных карательного корпуса для подавления партизанского движения и выступил инициатором создания Политического центра по борьбе с большевизмом (ПЦБ). По задумке, боевые подразделения центра в первоначальном варианте должны были забрасываться в места активной деятельности партизан, и создавать там лжепартизанские отряды. Что интересно, И. Г. Бессонов отказался сотрудничать с А. А. Власовым, заявляя, что стоит «выше Власова как в политическом, так и в военном отношении».
В сентябре 1942 года И. Г. Бессонов был освобождён из лагеря и передан в распоряжение предприятия «Цеппелин» 6-го управления РСХА (Unternahmen «Zeppelin» VI С/Z RSHA VI). В октябре 1942 года Центр начал формироваться, его боевая группа составляла до 200 человек, из которых около 100 человек — из высшего командного состава Красной армии; велась подготовка 60 радистов. Боевая группа располагалась неподалёку от Бреслау, в начале 1943 года была переведена в Линсдорф. В задачи центра входила не только вооружённая борьба; центр имел свои политическую и экономическую программы, выпускал периодические издания и брошюру, подготовленную И. Г. Бессоновым, под названием «Что делать?».
Политико-экономические взгляды И. Г. Бессонова на будущее России состояли, в частности, из следующего:

«Тяжёлая промышленность, транспорт, почта и телеграф будут находиться у государства. Колхозы ликвидируются, вводится частная собственность на землю и допускается частная инициатива; при этом внешняя торговля тоже должна находиться под контролем государства. Россия должна сохранить полную территориальную, экономическую и политическую независимость. После свержения Советской власти до окончания войны вводится военная диктатура, осуществляемая руководителями Освободительных сил, а затем — всеобщие выборы». 
Помимо работы над Центром, И. Г. Бессонов выполнял частные поручения немецкой разведки: так, в конце 1942 года он предпринял попытку направления компрометирующего письма А. М. Василевскому, которая закончилась неудачей; также в виде «подсадной утки» сидел в камере вместе с сыном Сталина Яковом Джугашвили.
Наиболее известным мероприятием, которое пытался воплотить в жизнь И. Г. Бессонов, являлся план по заброске в лагеря ГУЛАГа на территории СССР парашютных десантов из числа военнопленных общей численностью к окончанию операции до 50 тысяч человек. Предполагалось, что десантники уничтожат охрану, вооружат заключённых, и результатом этого будет восстание в тылу Красной армии. На первоначальном этапе операции предполагалась заброска бригады численностью до 6 тысяч человек в три зоны — Северную (правый берег течения Северной Двины), Центральную (бассейн реки Печоры) и Восточную (от Оби до Енисея). Так, бывший полковник Красной армии М. А. Меандров, являющийся ответственным за Северную зону, планировал выброску в ней 5—6 отрядов численностью до батальона. Однако к лету 1943 года были готовы к действиям только две десантно-штурмовые группы по 50—55 человек каждая, группа радистов в 20—25 человек и женская группа в 20 человек, набранная из числа военврачей и медсестёр. Этот план с десантом немцы запретили и партию Бессонова распустили. Известны случаи заброски нескольких небольших диверсионных групп: 2 июня 1943 года 12 человек были высажены в Кожвинском районе Коми АССР, в конце 1943 года 40 парашютистов были высажены у Сыктывкара, в июне 1944 года 7 парашютистов опять же были высажены в Коми АССР. Все они были быстро обезврежены.
При этом И. Г. Бессонов не оставлял политическую деятельность, что в конечном итоге привело к краху его карьеры у немцев. Настаивая на невмешательстве немецкой стороны в дела его организации, восстановлении СССР (России) в границах 1941 года после победы, а также преследуя цель получения высшего руководства в стране, он добился того, что немцы настояли на его переговорах с Власовым. В июне 1943 года, по дороге на встречу с Власовым в Берлине, И. Г. Бессонов был арестован и с несколькими ближайшими сподвижниками был помещён в «Заксенхаузен», однако на привилегированный, свободный режим содержания, где продолжал активную деятельность, отправлял в адрес немецкого командования меморандумы, обращения, планы. В середине апреля 1945 года И. Г. Бессонов был эвакуирован из «Заксенхаузена», в течение полумесяца прошёл через лагеря «Дахау», «Флоссенбург», «Райхенау», и наконец, вывезен в Южный Тироль к американцам. 15 мая 1945 года был передан советским властям по его собственной просьбе о возвращении в СССР. Арестован.
После почти пятилетнего следствия Военной коллегией Верховного Суда СССР 18 апреля 1950 года на основании статьи 58-1 «б» УК РСФСР приговорён к высшей мере наказания — расстрелу. Приговор приведён в исполнение в тот же день. Впоследствии не реабилитирован.